# 陳其仁
陳其仁（16世紀—17世紀），字元龍，號敏華，福建興化府莆田縣黄石镇东华村人，盐籍，明朝政治人物。

## 生平
嘉靖進士陳思忠侄。萬曆四十六年（1618年）戊午科福建鄉試五十七名舉人，四十七年（1619年）成己未科二甲二十四名進士，兵部觀政，本年授南刑部河南司主事，天啓二年升郎中，三年升肇庆府知府，四年丁憂。崇祯元年補金華府知府，四年官至两淮運使，五年降三级，七年考察。

## 家族
祖父陳動。父陳君庸，郡賓。

## 引用
1. ↑  《莆田县志》：陳其仁，字元龍，府學，己未進士
2. ↑  《廣東通志》肇庆知府：陈其仁（福建莆田人进士天启四年任）
3. ↑  《浙江通志》
4. ↑  《莆田县志》